# ディッツィンゲン
ディッツィンゲン (ドイツ語: Ditzingen, ドイツ語発音: [ˈdɪt‿sɪŋən]) は、ドイツ連邦共和国バーデン＝ヴュルテンベルク州シュトゥットガルト行政管区のルートヴィヒスブルク郡に属す市である。この街はシュトゥットガルトの北西、州のほぼ中央に位置している。ディッツィンゲンは、ルートヴィヒスブルク、ビーティヒハイム＝ビシンゲン、コルンヴェストハイム、ファイインゲン・アン・デア・エンツ、レムゼック・アム・ネッカーに次いで、ルートヴィヒスブルク郡で6番目に大きな街であり、シュトゥットガルトを上級および中級中心 とする地区に含まれる。ディッツィンゲンは1966年4月26日に都市権を取得し、1976年10月1日から大規模郡都市 となっている。

## 地理

### 位置
ディッツィンゲンは、ネッカー盆地南西部、シュトローゴイのランゲス・フェルトへの移行部に位置している。市域は、西のシュトルーデルバッハ川と東のグレムス川との間にある。エンツ川右岸側の支流グレムス川は、市の中核部を流れている。内市街は川の右岸に位置している。
グレムス川は、シュヴァーベン人とフランケン人との部族の境界であると同時に、シュパイアー司教区とコンスタンツ司教区との境界でもある。

### 隣接する市町村
東から時計回りに、以下の市町村がディッツィンゲンと境を接している。
- シュトゥットガルト（ヴァイルイムドルフ（ドイツ語版、英語版））（郡独立市）
- ゲルリンゲン（ルートヴィヒスブルク郡）
- レオンベルク（ドイツ語版、英語版）およびヴァイサハ（ドイツ語版、英語版）（ともにベーブリンゲン郡）
- エーバーディンゲン、ヘンミンゲン、コルンタール＝ミュンヒンゲン（いずれもルートヴィヒスブルク郡）

### 市の構成
ディッツィンゲン市には、旧ディッツィンゲン市と、1970年代には独立した自治体で、ディッツィンゲンに合併したハイマーディンゲン、ヒルシュランデン、シェッキンゲンが含まれる。
旧自治体は市区 (Stadtteil) であると同時に、バーデン＝ヴュルテンベルク州市町村法が規定する地区 (Ortschaft) である。すなわち、地区長 (Ortsvorsteher) を代表とする地区議会 (Ortschaftsrat) を有している。地区議会は、各地区の選挙権を有する住民の選挙によって選出される。さらに各地区には、行政庁舎がある。

### 土地利用
| 土地用途別面積     | 面積 (km2) | 占有率 |
| ------------------ | ---------- | ------ |
| 住宅地および空き地 | 2.22       | 7.3 %  |
| 産業用地           | 1.35       | 4.4 %  |
| レジャー用地       | 0.44       | 1.5 %  |
| 交通用地           | 2.70       | 8.9 %  |
| 農業用地           | 18.83      | 62.0 % |
| 森林               | 3.34       | 11.0 % |
| 水域               | 0.10       | 0.3 %  |
| その他の用地       | 1.40       | 4.6 %  |
| 合計               | 30.38      |        |

州統計局の2018年現在のデータによる。

## 歴史

### 先史時代、古代

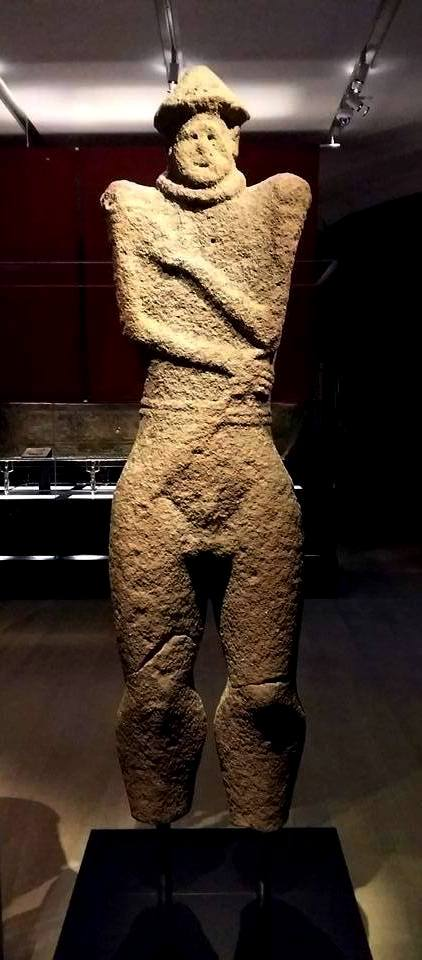
ヒルシュランデンの武人像

ディッツィンゲンの市域における最初期の集落は、新石器時代に形成された。出土品から、マウレナー・ベルクと、現在のレオンベルクへ向かう街道沿いのヒンター・デア・シュタイク耕作地に、2つの線帯文土器文化の集落が存在したことが証明されている。これよりも新しいレッセナー文化の3つの集落が、現在の建て込んだ地域の南西にあるヴァインベルクプファート耕作地、レオンベルクへの街道沿いのシュテュッツェ農地、マウレナー・ベルクの北側にあった。青銅器時代の出土品もいくつか存在する。現在のヒルシュランデン地区とシェッキンゲン地区で、1960年代にヒルシュランデンの武人像とシェッキンゲンの婦人の墓という、ハルシュタット文明の2つの重要な遺物が発掘された。ローマ時代からは多くの遺跡が知られている。特に現在のレーマーホーフ通りのボイテンフェルトでは、建設工事中にローマ時代のケラーが発掘された。このケラーは、採光用の窓とヴォールトの壁を有していた。

### 中世
260年のオーバーゲルマニッシュ＝レティシャー・リーメスの放棄後、現在のシュトローゴイはアレマン人の所領に組み込まれた。現在のディッツィンゲンもアレマン人の土地となった。ディッツィンゲンは、769年のロルシュ修道院の寄進文書に、Tizingen という表記で初めて記録されている。1986年、ショッピングセンター建設の際に農道沿いに、メロヴィング朝時代から中世盛期にかけての陶片を含む中世盛期の集落跡が発見された。ディッツィンゲンは、中世初期の入植が考古学的に証明されたバーデン＝ヴュルテンベルク州でも希な街の1つである。屋内であったスペースには56個の機織りの錘が見つかっている。これは現在までに知られている中世の錘機の中で最大級のものの1つである。この集落の墓地は集落の北西にあった。ここは後にレンガ工房および粘土の採取場となり、19世紀前半から1930年代に行われた多く数多くの発掘が記録されている。
1295年にライヒェンバッハ修道院はディッツィンゲンに農場を有しており、この土地について地元貴族のヨハン・フォン・ディッツィンゲンおよびバルザム・フォン・ディッツィンゲンと和解している。この集落は何世紀もの間さほど重要でなく、早くも14世紀にはヴュルテンベルクの支配下に入った。

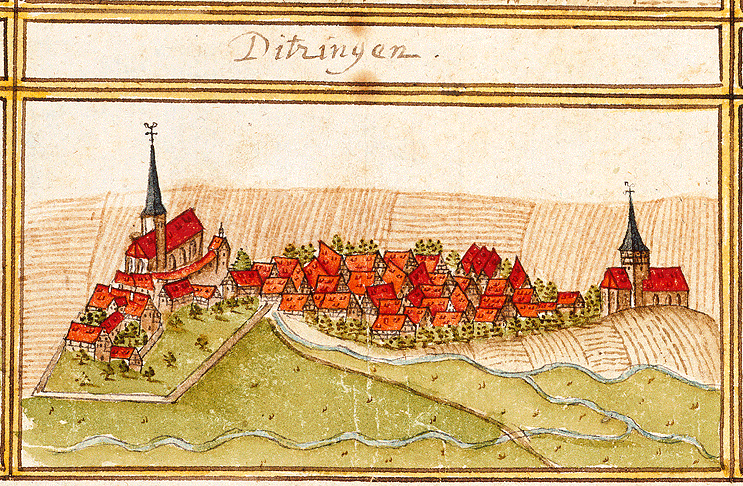
アンドレアス・キーザーによって描かれた1682年頃のディッツィンゲン

### 近世
ディッツィンゲンは、オーバーアムト・レオンベルクの一部であった。19世紀初めのヴュルテンベルク王国建国に伴い、オーバーアムトの行政改革が行われたが、ディッツィンゲンは1938年までその一部に留まった。1868年、シュヴァルツヴァルト鉄道建設により王立ヴュルテンベルク邦有鉄道の路線網に接続したことで、ディッツィンゲンに工業化がもたらされた。1960年代まで生産を続けたレンガ工場、ヨハネス・フックス KG、蝋製品工場、ドーベルマン製靴工場が大口の雇用主であった。ナチ時代のヴュルテンベルクの行政改革により、ディッツィンゲンは1938年に新設されたレオンベルク郡に属した。国家社会主義者の町長ゴットリープ・ディーツの下で鉄道南部工業地域の拡大が奨励された。しかし、現在のアウトバーン A81号線シュトゥットガルト＝フォイエルバッハ・インターチェンジの建設によって初めてさらなる興行的発展の素地が形成された。
1945年にアメリカ管理地区の一部となり、これにより新設されたヴュルテンベルク＝バーデン州に属した。この州から現在のバーデン＝ヴュルテンベルク州が成立した。急速な人口増加の結果、この町は最終的には1966年に市に昇格した。1971年に隣接する2町村シェッキンゲンとハイマーディンゲンがこの街に合併した。郡域再編により、1973年1月1日にディッツィンゲンはルートヴィヒスブルク郡に編入された。1975年1月1日ディッツィンゲン市はヒルシュランデンと合併して、新たな都市ディッツィンゲンとなった。これにより人口は2万人を超えた。これを承けて市当局は大規模郡都市への昇格を申請した。バーデン＝ヴュルテンベルク州当局は、1976年10月1日にこれを発効した。

### 市町村合併
- 1971年7月1日: シェッキンゲンがディッツィンゲンに併合[8]
- 1971年12月1日: ハイマーディンゲンがディッツィンゲンに併合[8]
- 1975年1月1日: ディッツィンゲンとヒルシュランデンが合併し、新たな市ディッツィンゲンが成立[9]。

## 住民

### 人口推移
各時点の市域における人口を示す。数値は人口調査結果 (*) およびバーデン＝ヴュルテンベルク州統計局の公的な研究結果である。
| 時点            | 人口（人） |
| --------------- | ---------- |
| 1871年12月1日 * | 3,149      |
| 1880年12月1日 * | 3,504      |
| 1890年12月1日 * | 3,584      |
| 1900年12月1日 * | 3,653      |
| 1910年12月1日 * | 4,004      |
| 1925年6月16日 * | 4,213      |
| 1933年6月16日 * | 4,528      |
| 1939年5月17日 * | 5,261      |
| 1950年9月13日 * | 7,689      |
| 1961年6月6日 *  | 12,103     |
| 1970年5月27日 * | 18,199     |

| 時点             | 人口（人） |
| ---------------- | ---------- |
| 1980年12月31日 ¹ | 22,480     |
| 1987年5月25日 *  | 21,763     |
| 1990年12月31日 * | 23,035     |
| 1995年12月31日 * | 23,548     |
| 2000年12月31日 * | 23,814     |
| 2005年12月31日 * | 24,243     |
| 2010年12月31日 * | 24,493     |
| 2015年12月31日 * | 24,633     |
| 2017年12月31日 * | 24,942     |
| 2023年12月31日 * | 25,318     |

### 宗教

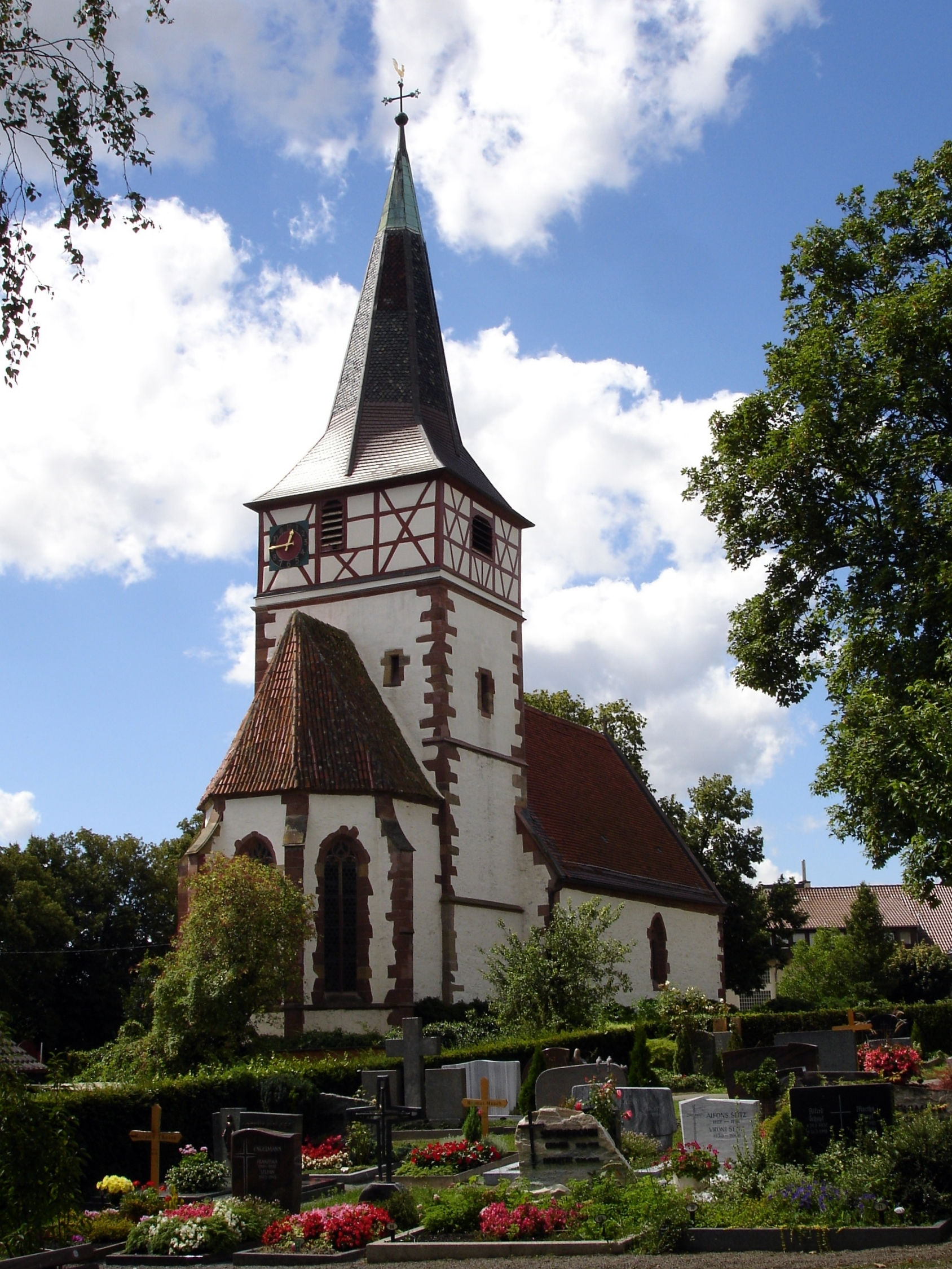
シュパイラー教会

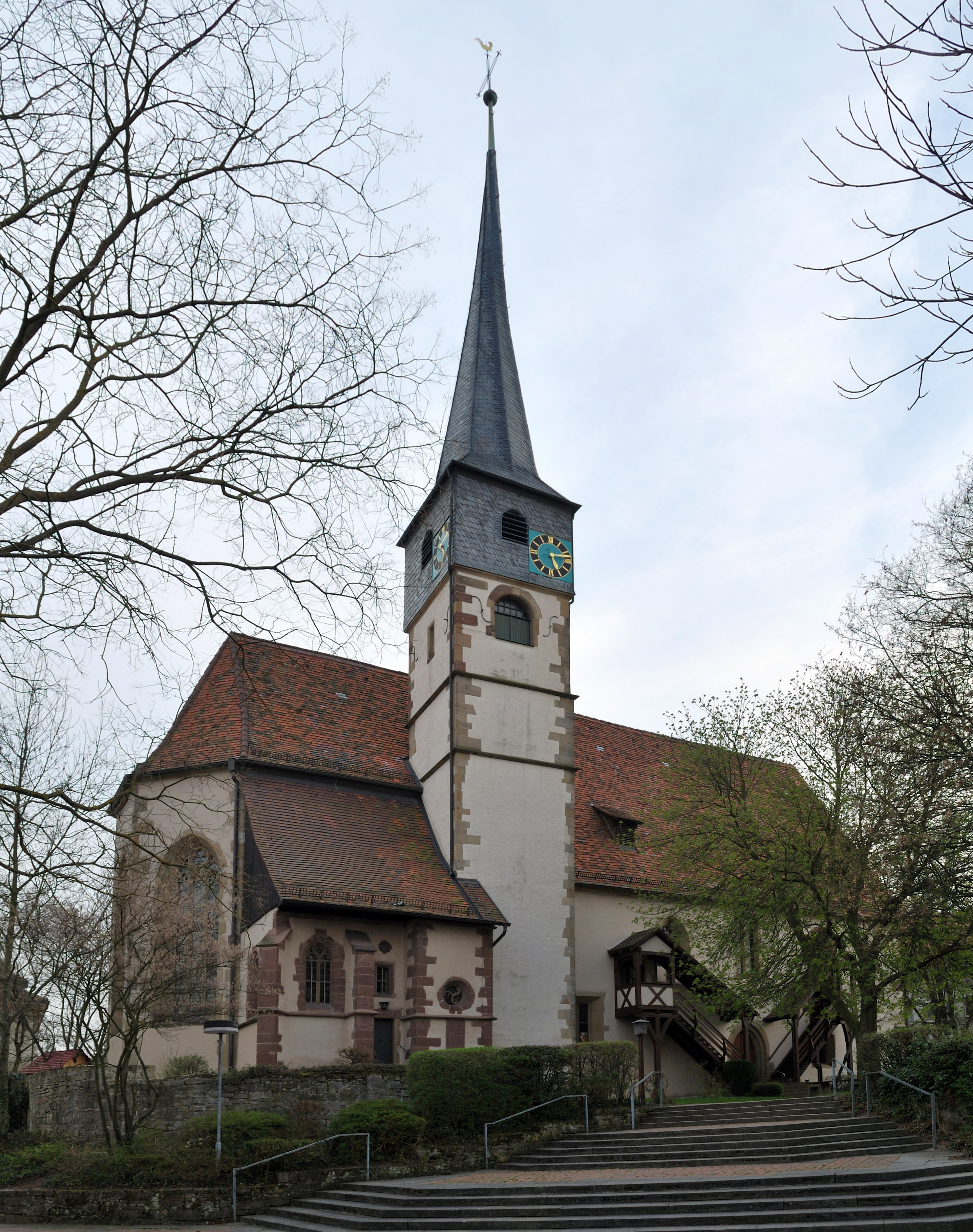
コンスタンツァー教会

ディッツィンゲンは元々、グレムス川が形成するコンスタンツ司教区とシュパイアー司教区との境界に位置していた。このためディッツィンゲンは元々、カンシュタット参事会に属すコンスタンツァー教会と三位一体助祭長区グリューニンゲン参事会に属すシュパイラー教会の2つの教会区に分かれていた。1524年から1527年までヒルザウ修道院のベネディクト会士で歴史記者のニコラウス・バーゼリウスがディッツィンゲンのマリエン教区（コンスタンツァー教会）にいた。古くからヴュルテンベルクに属していたことから、ディッツィンゲンでは1534年に宗教改革がなされ、その後何世紀もの間、主にプロテスタントの町であった。コンスタンツァー教会は、今日までこの街の福音主義の主教会であり続けている。シュパイラー教会は、1347年に司教からプフォルツハイムのドミニコ会修道院に移譲され、1565年にヴュルテンベルクが獲得した。この教会はその後（そして現在も）墓地教会として利用されている。現在ディッツィンゲンの市区となっている町でも宗教改革がなされた。4つの教会のいずれもヴュルテンベルク福音主義州教会内のレオンベルク監督管区 (Dekanat) および教会管区 (Kirchenbezirk) に属した。
ルートヴィヒスブルク監督管区・教会管区およびレオンベルク監督管区・教会管区の一部から、1978年に新たにディッツィンゲン監督管区・教会管区が形成された。これは当初シュトゥットガルト監督長管区 (Prälatur) に属したが、その後ルートヴィヒスブルク監督長管区となり、2003年5月1日から再びシュトゥットガルト監督長管区に戻された。現在ディッツィンゲン監督管区には、ディッツィンゲン市内の4つの教会（ディッツィンゲン、ハイマーディンゲン、ヒルシュランデン、シェッキンゲン）を含む14の教会が属している。
第二次世界大戦後、多くのカトリック信者もディッツィンゲンに移り住んだ。彼らは1946年から、1961/64年に独自の教会「聖なる薔薇十字の女王聖マリア教会」を建設するまで、シュパイラー教会で礼拝を行った。ディッツィンゲンは1965年に独自の教会区となった。この教会は初めからロッテンブルク＝シュトゥットガルト支局のルートヴィヒスブルク首席司祭区に属した。ヒルシュランデンでは1976年にカトリックの教会組織が形成された。ここではそれ以前の1974年に聖三位一体教会が建設されていた。ヒルシュランデンのカトリック教会は、ハイマーディンゲンおよびシェッキンゲンのカトリック教徒も管轄している。ハイマーディンゲンには1964年から独自の教会（聖霊教会）が存在する。ディッツィンゲンとヒルシュランデンの両カトリック教会は、ゲルリンゲンの聖ペーターおよびパウル教会とともに、南シュトローゴイ司牧会を形成している。
この他に、多くの自由教会や、ディッツィンゲン市のすべての市区を管轄する新使徒教会もある。

## 行政
ディッツィンゲンは大規模郡都市として、シュトゥットガルト行政管区の法令管轄下にある。

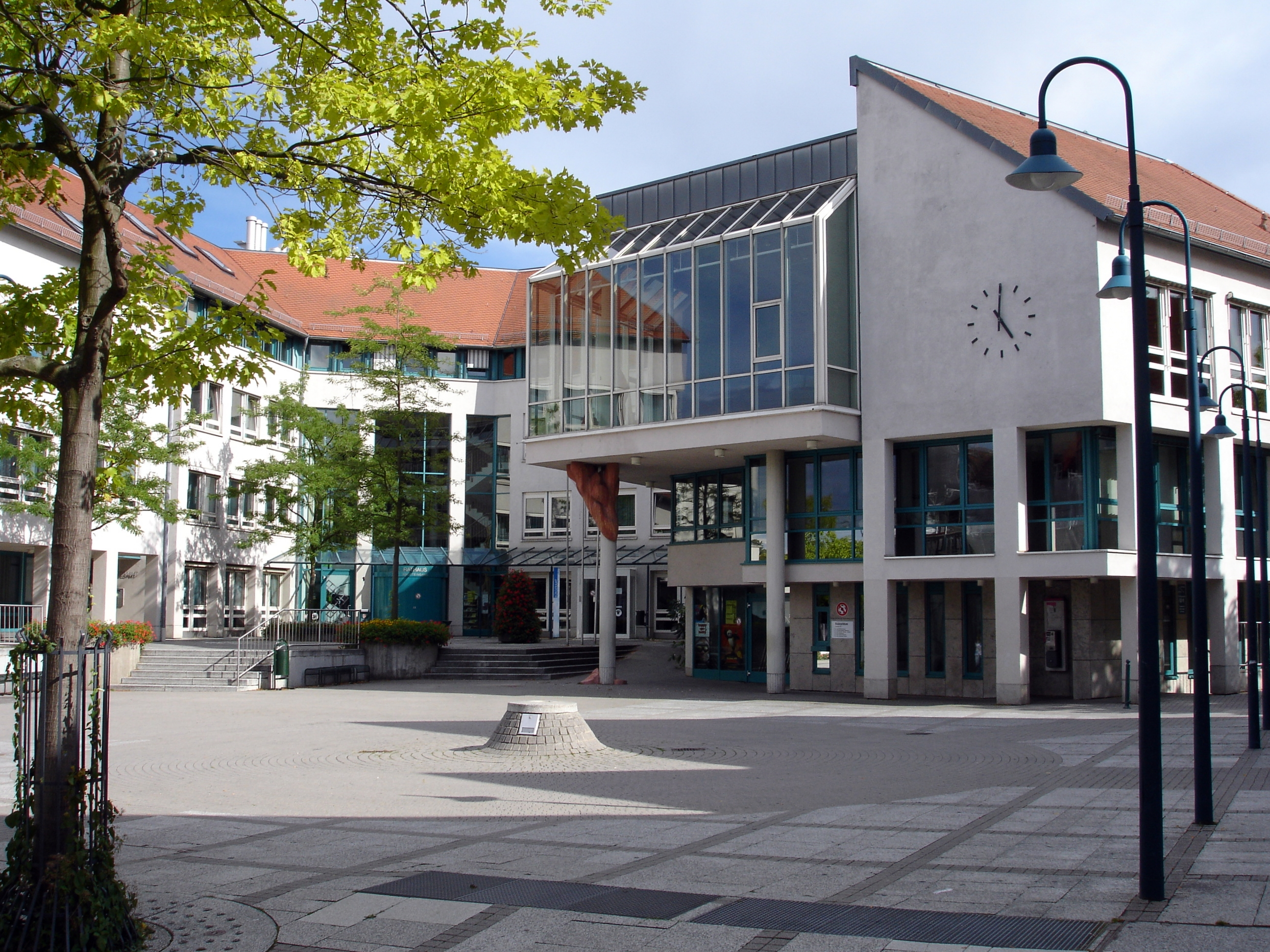
ディッツィンゲン市庁舎

### 議会
ディッツィンゲンの市議会議員は 26議席である。市議会は、選出された名誉職の議員と、議長を務める上級市長で構成されている。上級市長は市議会において投票権を有している。

### 首長
ディッツィンゲンの首長は、Schultheiß あるいは Bürgermeister であった。1976年10月1日に大規模郡都市に昇格した後は、公式な名称は Oberbürgermeister（直訳: 上級市長）となった。上級市長は8年ごとに直接選挙で選出される。上級市長は市議会の議長を務める。上級市長代理は第1助役が務めるが、その公的な職名は Bürgermeister（通常の都市では市長を指す語）である。
第二次世界大戦以後の首長を列記する。
| 任期            | 首長                         |
| --------------- | ---------------------------- |
| 1945年 - 1954年 | オイゲン・ハイマーディンガー |
| 1954年 - 1960年 | ルドルフ・デベレ             |
| 1960年 - 1974年 | ハンス・ショルダー           |
| 1975年 - 1981年 | アロイス・ラング             |
| 1981年 - 1982年 | フォルカー・ベール           |
| 1982年 - 1999年 | アルフレート・フェーゲン     |
| 1999年 -        | ミヒャエル・マクラート       |

### 紋章と旗
ディッツィンゲン市の紋章は、左右二分割。向かって左は銀地に斜め十字に組み合わされた2本の赤い鎹。向かって右は、赤地で、銀の先広十字の下に上下逆向きの銀の犂の刃。市の旗は、赤 - 白である。紋章と旗は市町村再編以前からディッツィンゲンで用いられていた（旗は1967年から）。市町村再編で新設された市は、紋章と旗について新たに認可を得る必要があった。1976年4月23日にルートヴィヒスブルク郡当局によって認可された。
十字は、かつての町村シェッキンゲンの紋章にも用いられていた。犂の刃は、すべての市区でかつて主力産業分野であった農業を象徴している。鎹は、ディッツィンゲンの古い境界石の標であった。

### 姉妹都市
ディッツィンゲンは、以下の都市と姉妹都市関係にある:
- ジュラ（英語版）（ハンガリー、ベーケーシュ県）1991年
- リリュー＝ラ＝パプ（フランス、メトロポール・ド・リヨン）2010年

## 経済と社会資本

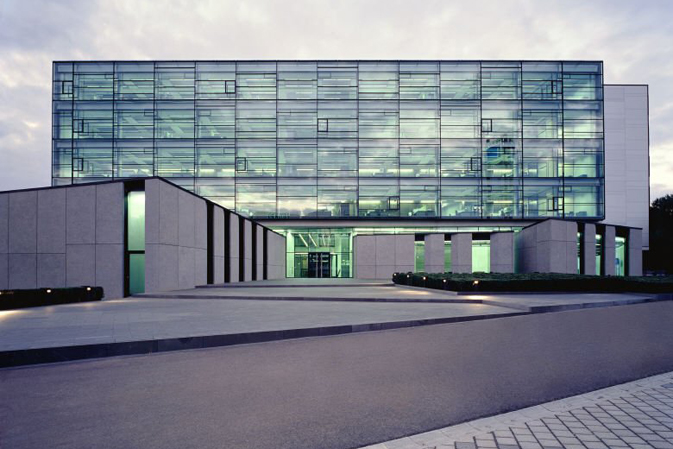
トルンプフ本社

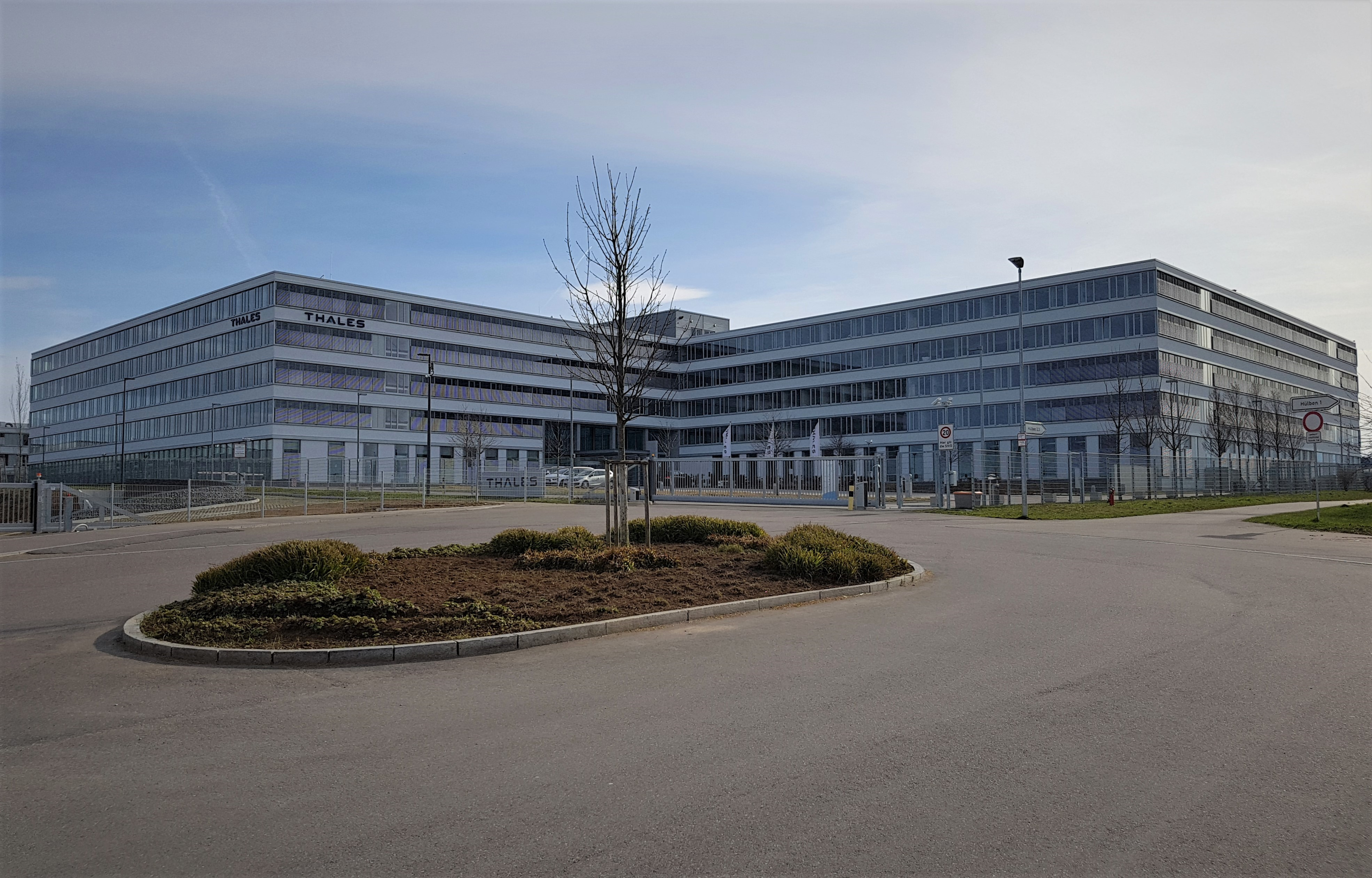
タレス・ドイチュラント

ディッツィンゲンは、近代的な産業都市である。特に盛んなのが機械製造、出版業（たとえば レクラム出版社）、印刷業である。ディッツィンゲン最大の企業は機械製造業者トルンプフである。この会社は、2017/18年度現在、従業員数約13,500人、売り上げは約36億ユーロに達した。2014年、ディッツィンゲンにタレス・ドイチュラントの新しいドイツ・センターがオープンした。シュトゥットガルト、コルンタール、プフォルツハイム支社はここに集約された。この技術系大企業の1,400人を超える従業員は、アウトバーン A81号線沿いの有効面積 51,500平方メートルの新しい建築複合体で働いている。ここには、近代的な建築技術が注ぎ込まれており、1,800人まで従業員を増員することが可能である。小売業者のオイロニクス・ドイチュラントも全国的に重要で、従業員数は約1,800人である。
ディッツィンゲンには多くの中小企業が存在する。たとえば建築用金具製造業者グレッチュ＝ウニタス、セテロン塗料工場、ディッツィンゲン・エルミューレ（搾油業）などである。ディッツィンゲンは、製粉業者ビュルガーの本社所在地でもある。1922年に創業されたローバ GmbH & Co KG. は、伝統豊かな化学工業企業の1つである。

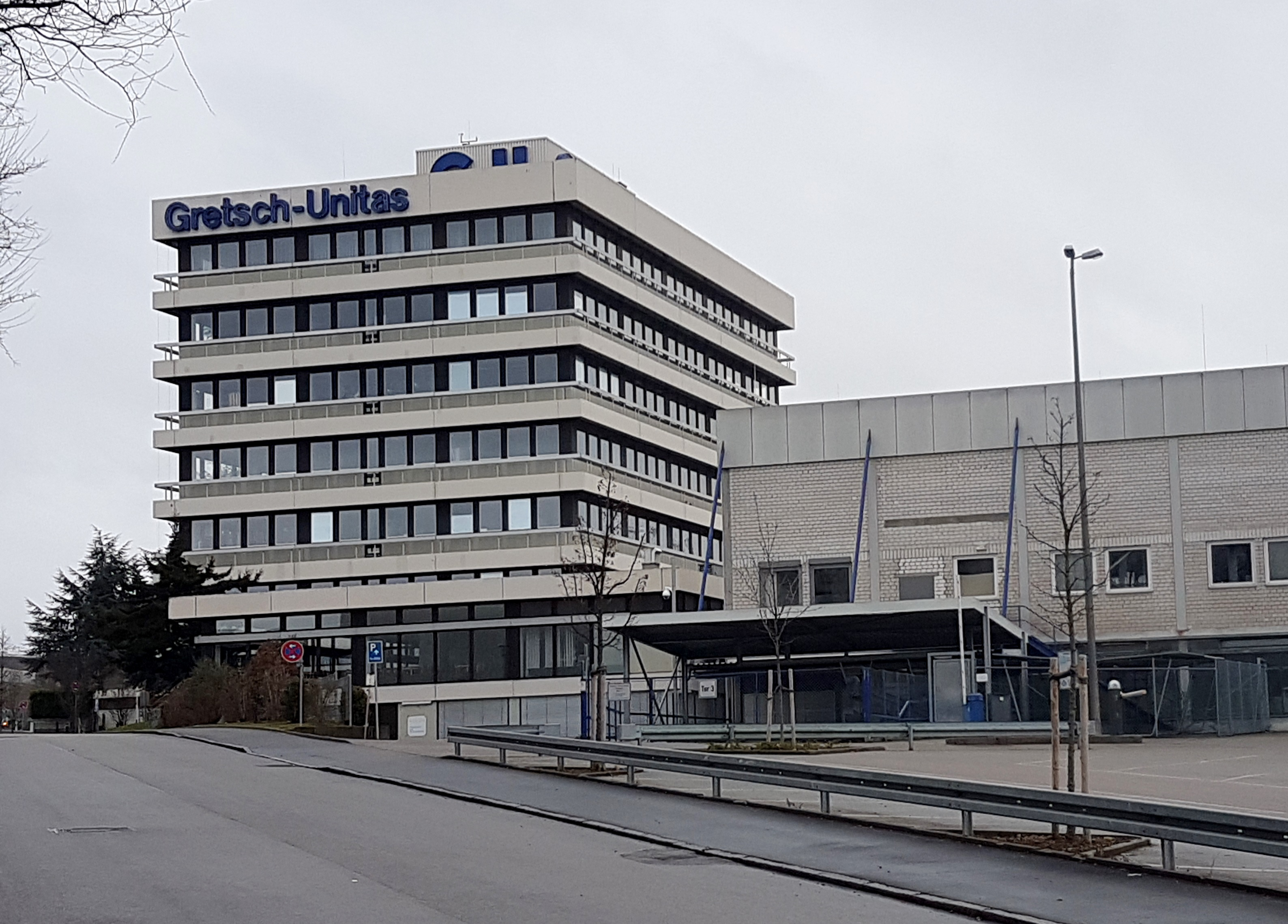
グレッチュ＝ウニタス
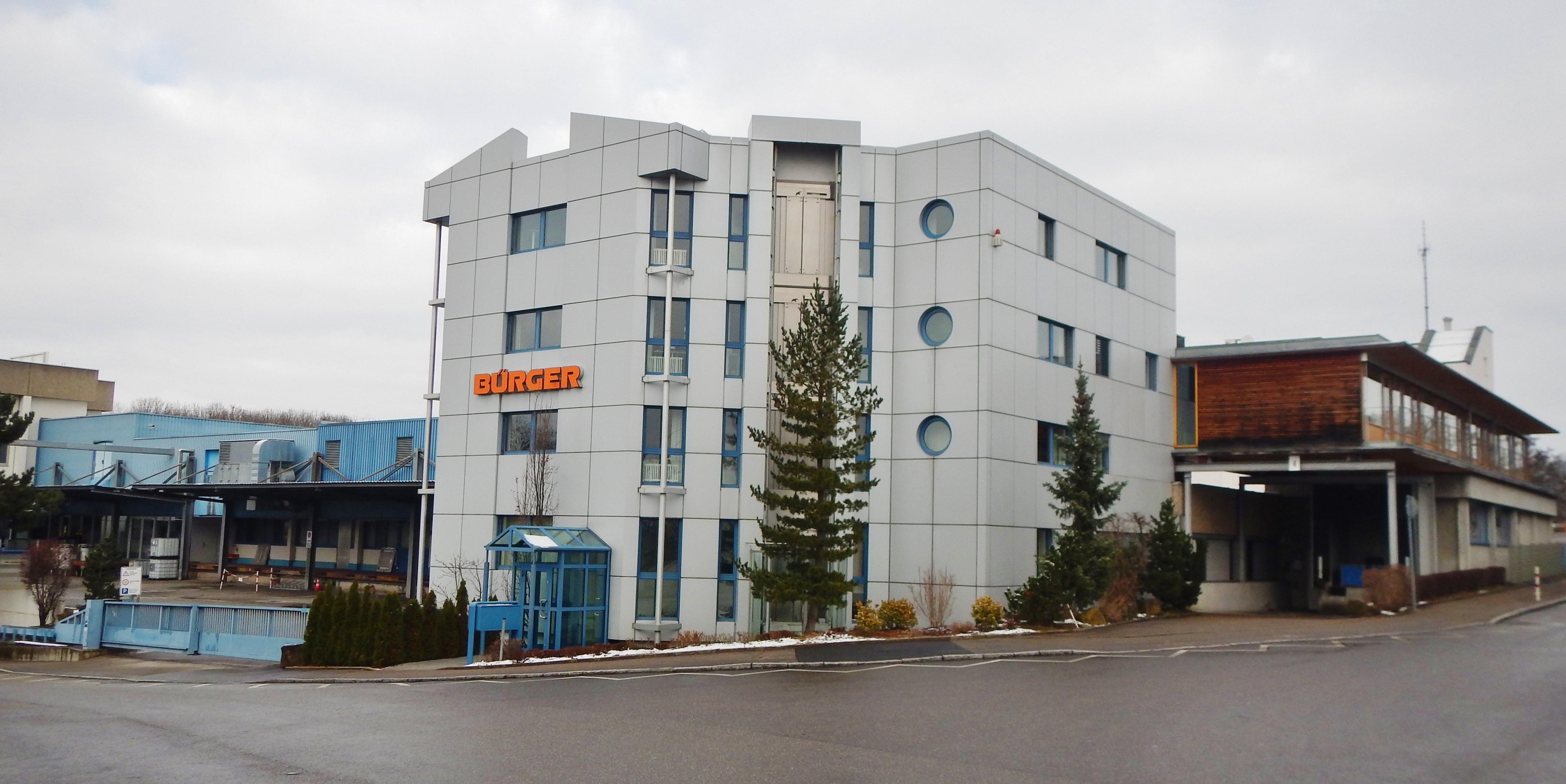
ビュルガー製粉
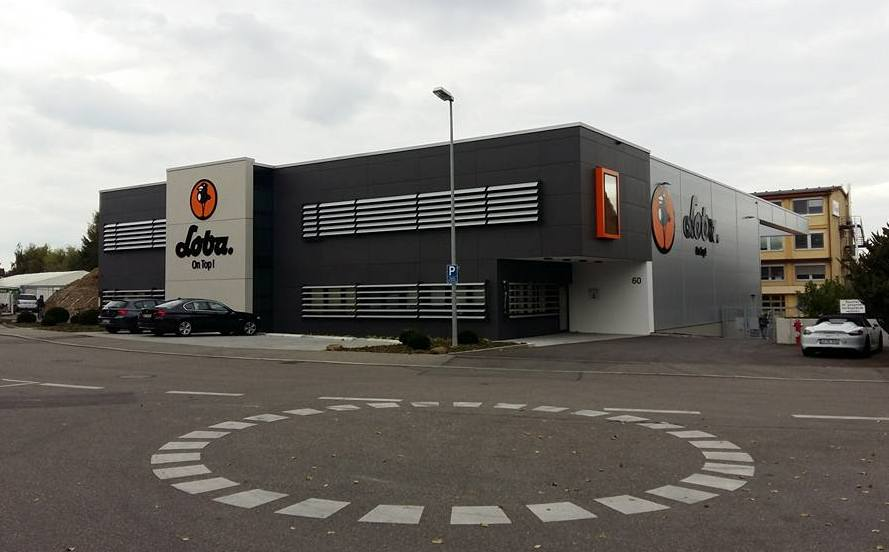
ローバ本社

### 交通

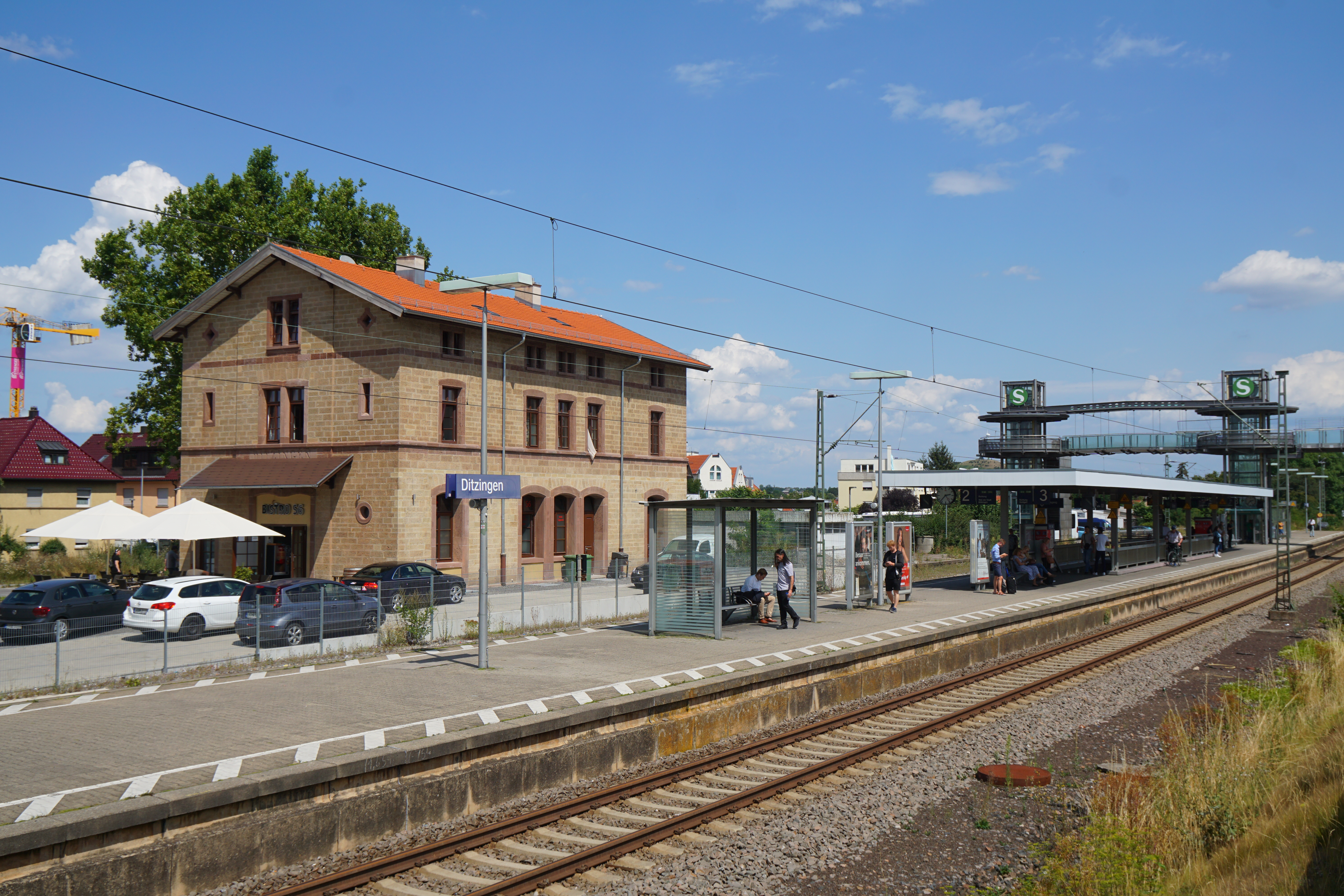
ディッツィンゲン駅

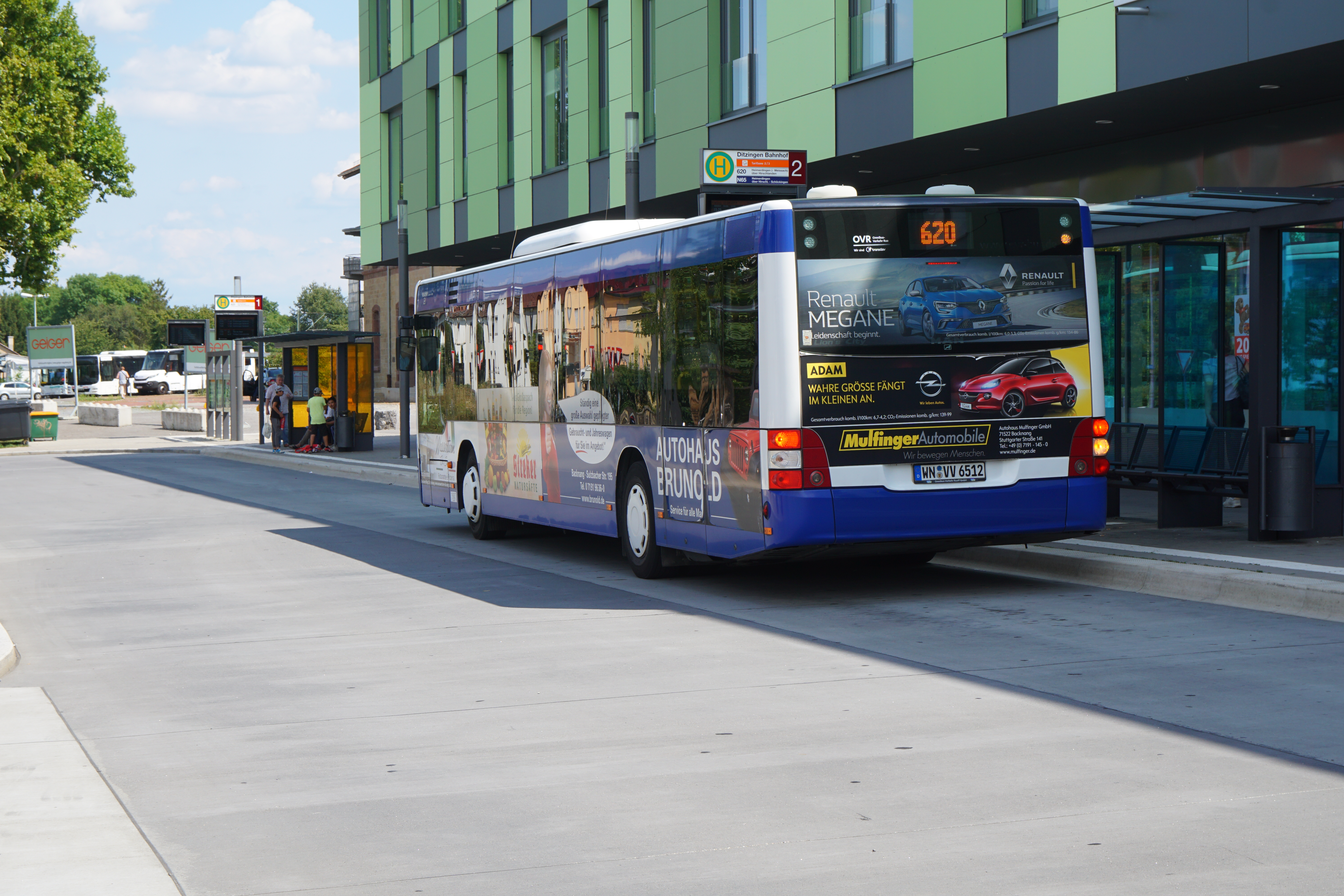
ディッツィンゲン駅バス停

ディッツィンゲンは、連邦アウトバーン A81号線（ハイルブロン - シュトゥットガルト - ジンゲン）のすぐ近くに位置しており、そのシュトゥットガルト＝フォイアーバッハ・インターチェンジに直接アクセすることができる。連邦道 B295号線（シュトゥットガルト - レオンベルク - カルフ）は、格下げされるまで市内中心部を通っていた。この連邦道のシュトゥットガルト＝フォイエルバッハとレオンベルク＝ヴェストとの間は、2019年に A81号線および A8号線が代替することになった。
シュトゥットガルトSバーンのS6号線およびS60号線が運行しているシュヴァルツヴァルト鉄道ヴァイル・デア・シュタット - シュトゥットガルト線によりディッツィンゲン駅は鉄道網に接続している。この駅は、1日あたり8,000人以上の乗客が利用する。ハイマーディンゲン地区はシュトローゴイ鉄道に接続している。
公共旅客近郊交通については、多くのバス路線が運行している。乗合バスの中央ステーションは、2016年に新築され、2016年12月16日に一般利用が開始された。すべての路線は、シュトゥットガルト交通連盟の統一料金である。
シュトゥットガルト国際空港は、約 25 km 離れたラインフェルデン＝エヒターディンゲンにある。

### メディア
ローカルニュースは、「シュトゥットガルトター・ツァイトゥング」のローカル版である「レオンベルガー・クライスツァイトゥング」や、「ルートヴィヒスブルガー・クライスツァイトゥング」のシュトローゴイ版で報道される。
「ディッツィンガー・アンツァイガー」は週刊で、特に役所の公的な連絡が掲載される。
ヒルシュランデン地区の南に、2014年まで、AFNのシュトゥットガルト地域向けの中波送信所があった。送信塔や建物は2015年に取り壊された。

### 役所と施設
ディッツィンゲンには、バーデン＝ヴュルテンベルク倉庫センター (LZBW) がある。これはバーデン＝ヴュルテンベルク州内務省の下部組織で、一括購入の中心的受託機関であり、警察やすべての州機関の資材購入部門である。
ディッツィンゲンには、公証人役場やディッツィンゲン教会管区本部およびヴュルテンベルク福音主義地方教会の監督管区本部がある。

### 教育

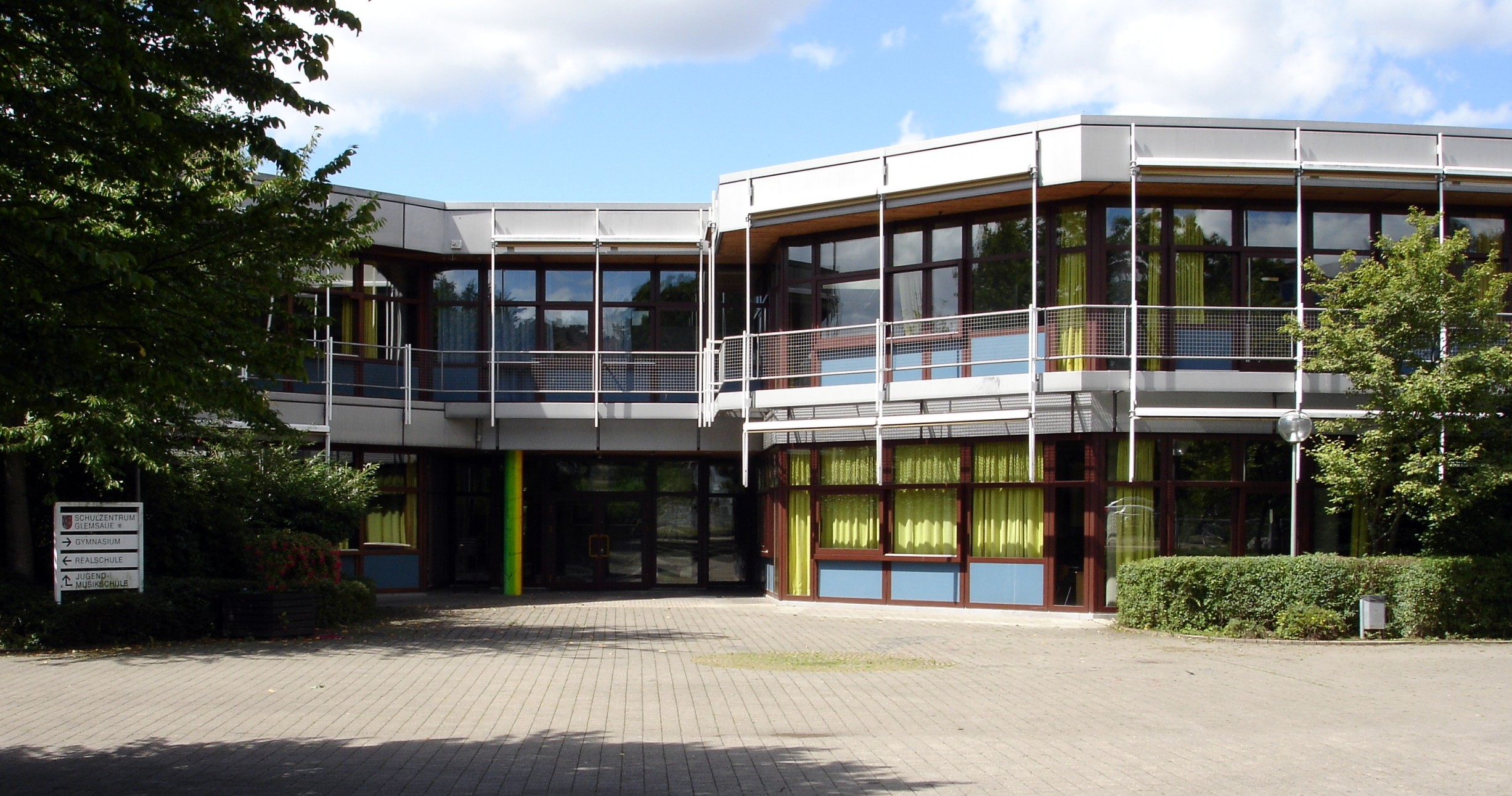
ギムナジウム・イン・デア・グレムスアウエ

ディッツィンゲンには、ギムナジウム 1校（ギムナジウム・イン・デア・グレムスアウエ）、実科学校 1校（イン・デア・グレムスアウエ実科学校）、養護学校 1校（ヴィルヘルムシューレ）、中核市区に基礎課程学校 2校（ヴィルヘルムシューレとコンラート＝コッヒャー＝シューレ）、ハイマーディンゲン市区に基礎課程学校 1校、ヴェルクレアルシューレ課程 を有する基礎課程・本課程学校 2校（中核市区のコンラート＝コッヒャー＝シューレとヒルシュランデン市区のテオドール＝ホイクリン＝シューレ・ヒルシュランデン＝シェッキンゲン）がある。

### ライフライン
本市の電力・ガス網は、EnBW レギオナル AG が運営している。飲料水は、一部が市内の水源から採取した水 (35 %)、残りはボーデン湖水供給会社とシュトローゴイ水供給会社からの水である。ディッツィンゲンはシュトゥットガルト市と共同でグレムスタール下流に汚水処理場を有している。塵芥処理は、ルートヴィヒスブルク郡の 100 % 子会社のルートヴィヒスブルク郡塵芥処理会社 (AVL) が行っている。AVLは、ルートヴィヒスブルク郡の委託を受けてゴミの削減、再利用、廃棄といった処理を行っている。

## 文化と見所

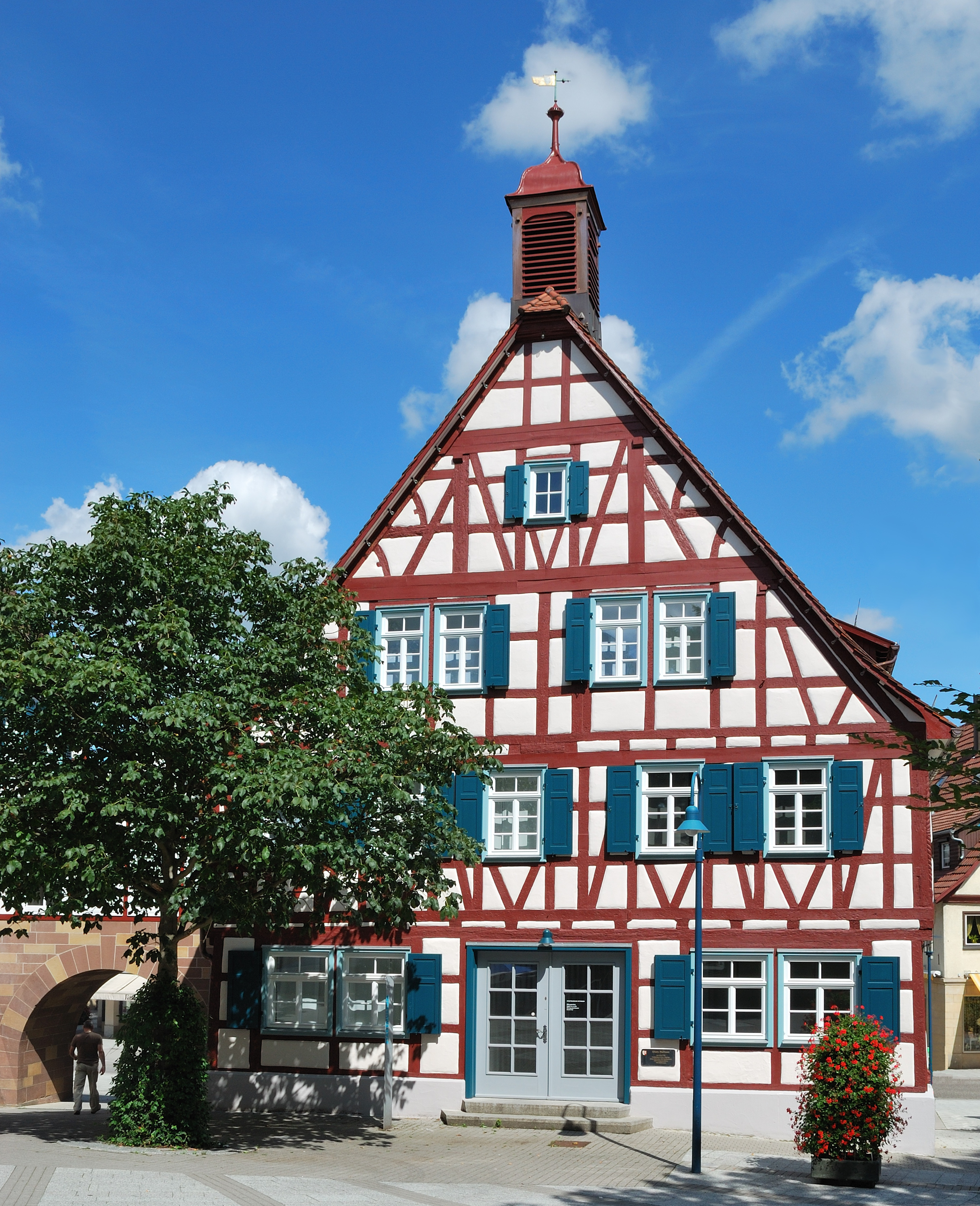
市立博物館が入居する旧町役場

### 市立博物館
市立博物館は、ライエン広場の旧町役場にある。ここには、市の歴史に関する常設展示、入れ替え展示用スペース、「エーガーラント郷土室」がある。市の歴史コレクションを巡る回廊は2009年に新設された。

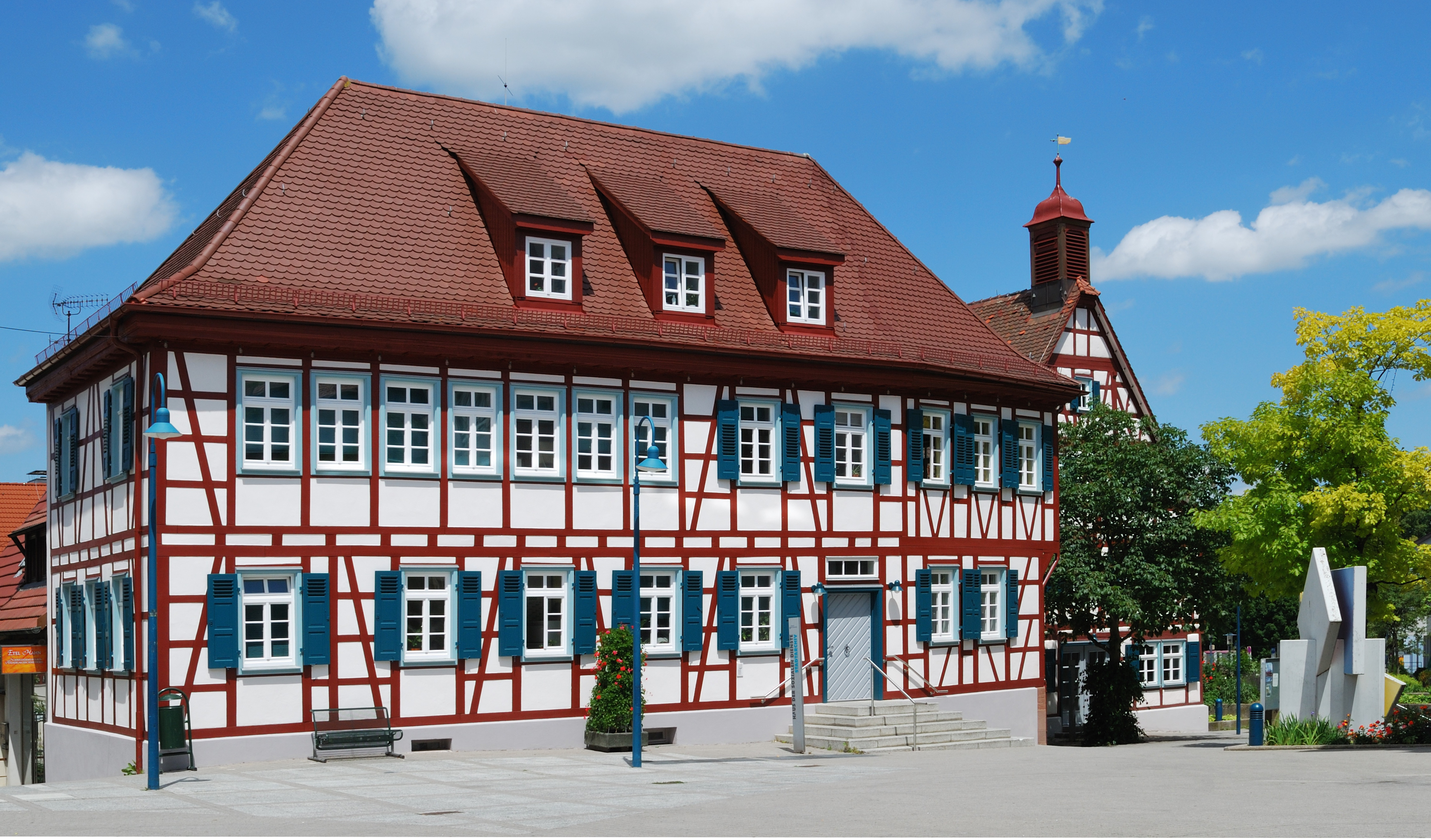
市文書館が入居する旧校舎

### 市文書館
市文書館は、1985年から専任で運営されており、2000年まではグレムスアウエの学校センターの1階に入居していた。壊滅的な洪水後にライエン4番地の旧校舎に新しいスペースが設けられ、最終的には2007年夏にヒルシュランデンに新しいスペースが用意された。文書館は、16世紀からの4つの市区の史料を保管しており、町の歴史に関する膨大なコレクションを管理している。

### 演劇
ディッツィンゲン市立ホールは、市のイベントセンターである。ここでは、演劇の上演も行われる。

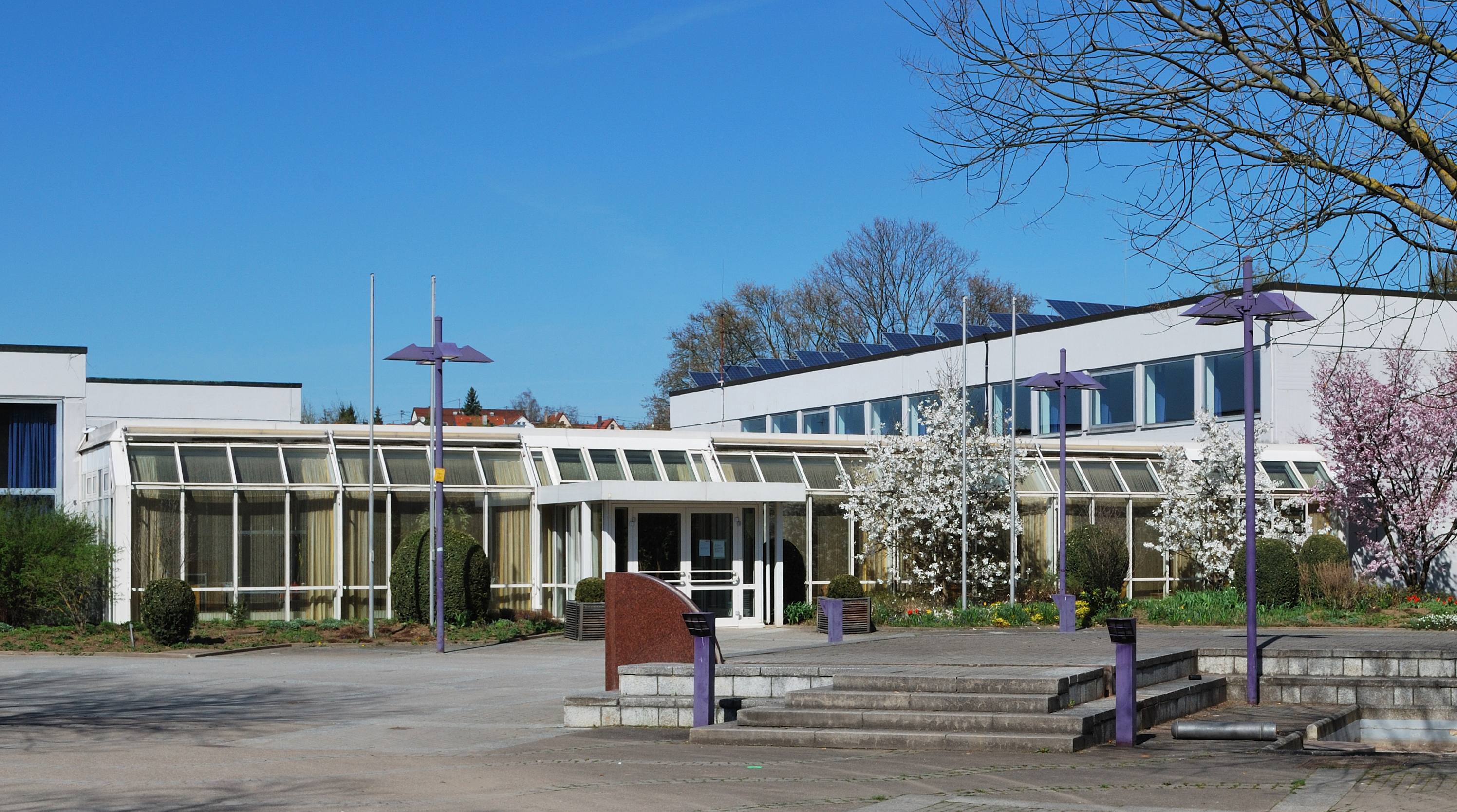
ディッツィンゲン市立ホール

### 音楽
数多くのクラブがこの街の音楽文化を支えている。たとえば、音楽協会シュタットカペレ・ディッツィンゲン、リーダークランツ・イン・ディッツィンゲン、ハイマーディンゲンおよびヒルシュランデン、アコーディオンクラブ 1932 ディッツィンゲン、ハーモニカ愛好会シェッキンゲン、福音主義ベツィルクスカントラート・ディッツィンゲンなどである。1955年に設立されたルートヴィヒスブルク郡で最も古い音楽学校であるユーゲントムジークシューレ・ディッツィンゲンも、コンサートを開催して音楽生活の形成に一役買っている。

### 建築

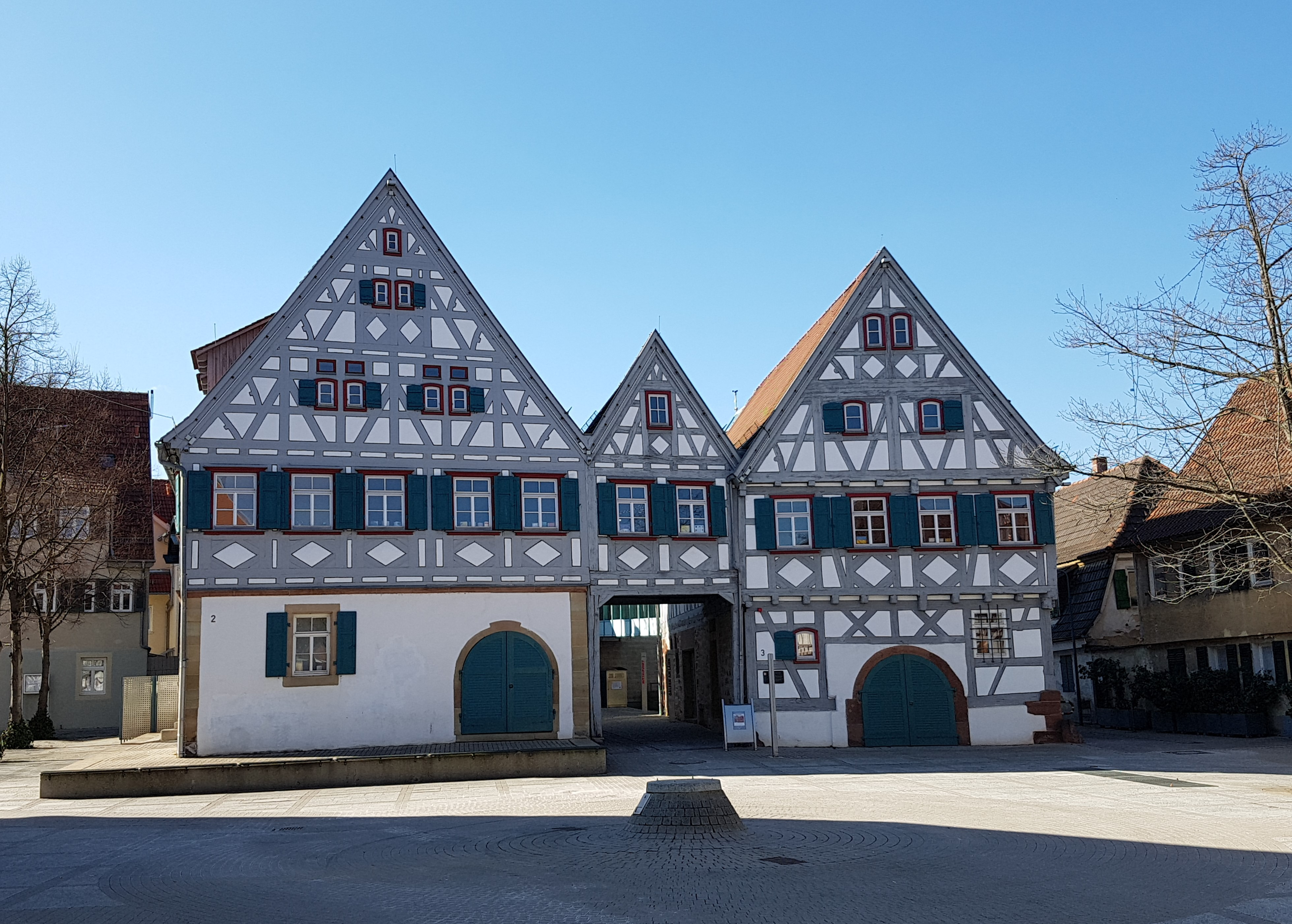
ディッツィンゲンのドライギーベルハウス

街の中央に、1477年に完成したコンスタンツァー教会がある。この教会は、この街の福音主義主教会である。その近くに市民ホールを備えた新市庁舎がある。この街の象徴的建造物であるドライギーベルハウス（直訳: 三連破風の家）は、市立図書館および市立ギャラリーであり、その隣には市立博物館が入居する旧市庁舎が建っている。市の中心部にはディッツィンゲン城館もある。この城は、元々は中世の城砦であった。現在の城館は、15/16世紀に建設されたもので、地元貴族の館であった。内市街のやや外れに建つシュパイラー教会（旧聖ランベルトゥス教会）は、16世紀に建設された建物で、現在は墓地教会として利用されている。
2つの教会がともに HOゲージの模型シーリーズに採用されているのは興味深い。コンスタンツァー教会はフォルマーの、シュパイラー教会はキプリのシリーズに採用されている。実在する宗教建築で鉄道模型に採用されているのは、ドイツ語圏全体で12件ほどしかない。
ハイマーディンゲンの福音主義教会は元々、聖ペテロに献げられていた。この教会は火災に遭った後、1776年に古典主義様式の宗教建築として建設された。カトリックの聖霊教会は1964年に建立された。ヒルシュランデンの教会は、初めロマネスク様式であったが、1748年に増築された。カトリックの聖三位一体教会は1974年に建設された。シェッキンゲンの福音主義教会は後期ロマネスク建築部分と後期ゴシック建築部分からなり、16世紀から17世紀のニッペンブルク家およびガイスベルク家の墓石が遺されている。
マルクト通りの旅館「ツーム・ラム」（直訳: 子羊亭）はかつての宿駅で、保護文化財に指定されている。シュテーク通りのヒルザウアー・プフレクホーフも文化財に指定されている。

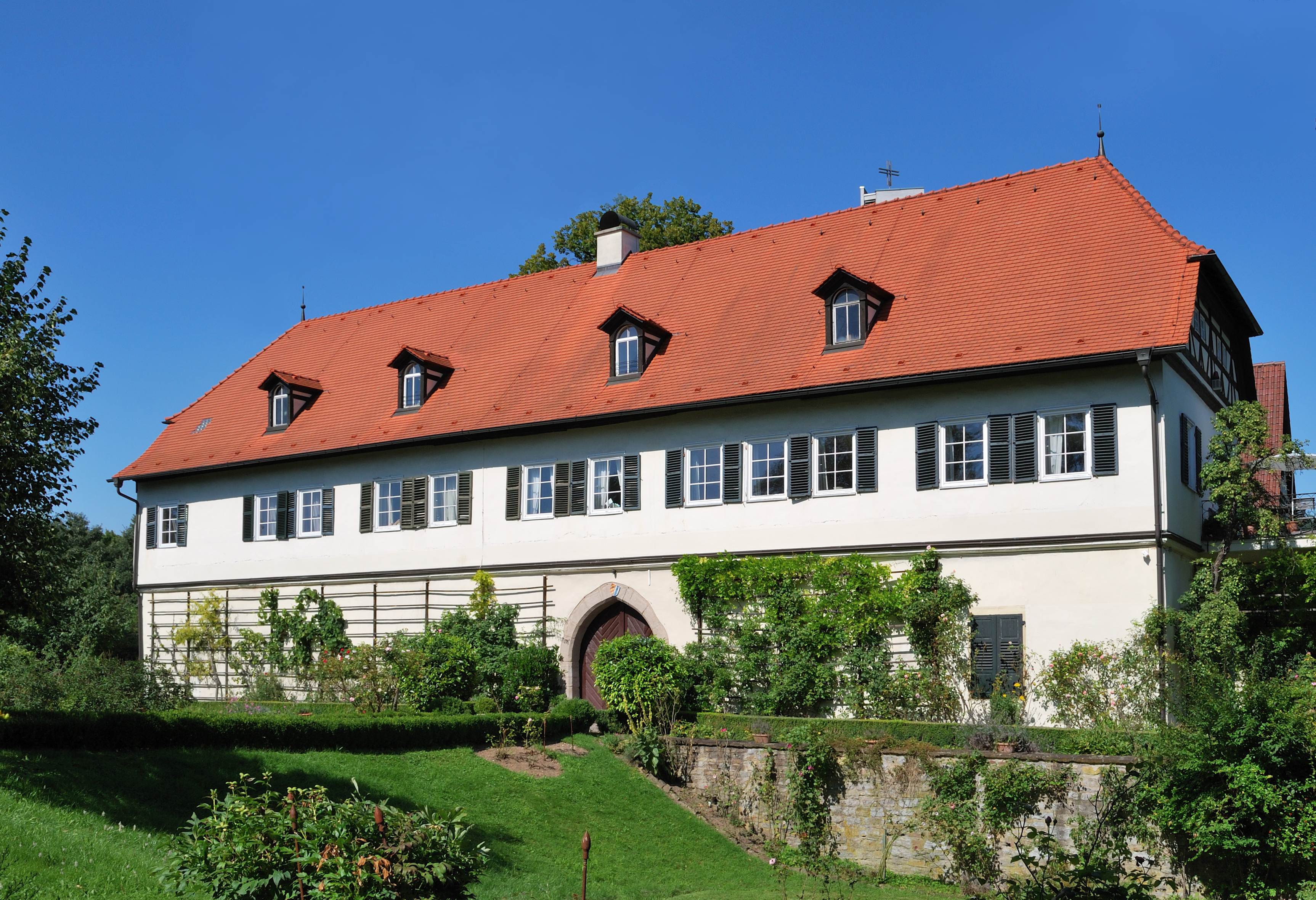
ディッツィンゲン城
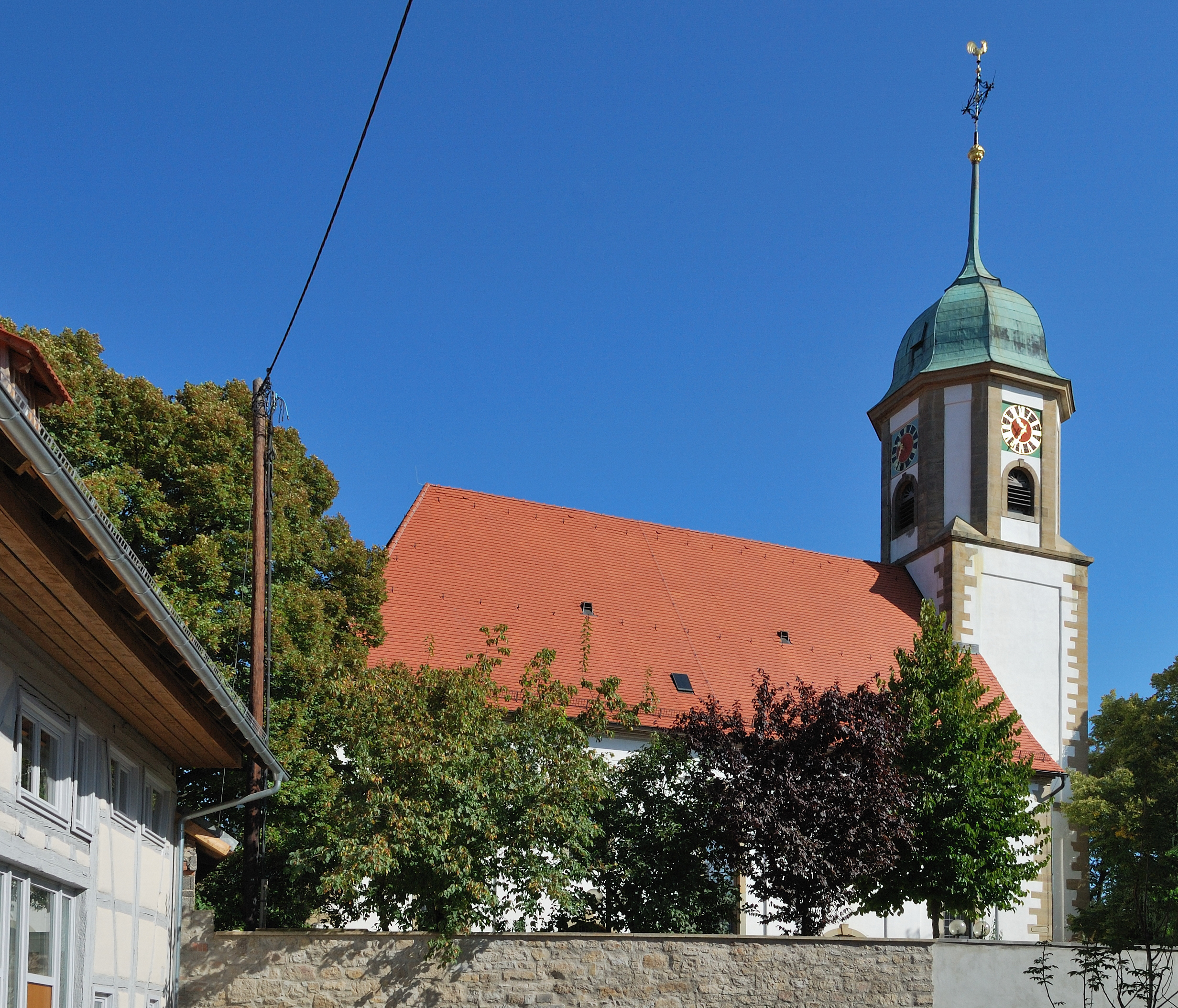
ハイマーディンゲンの福音主義聖ペーター・ウント・パウル教会
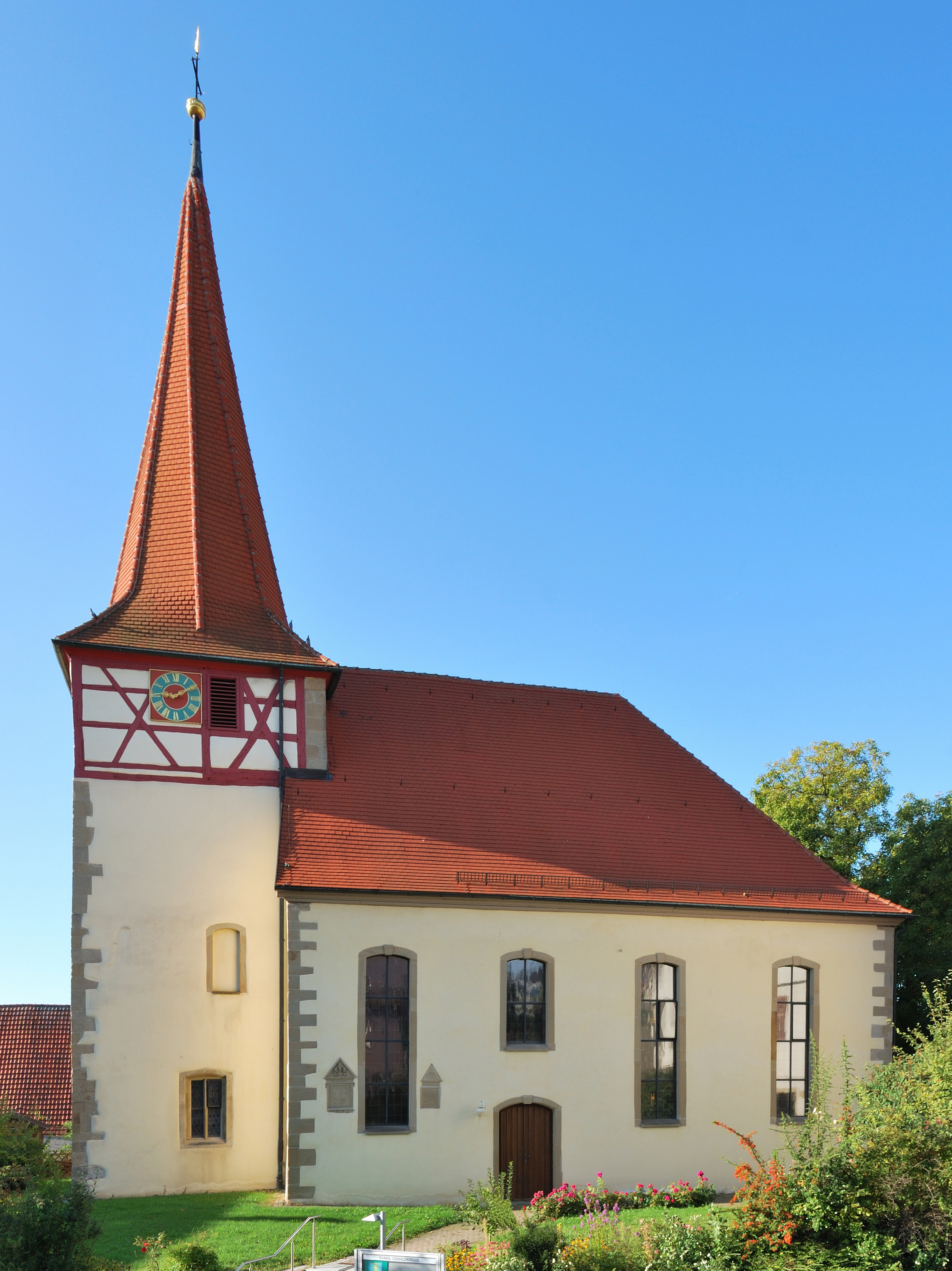
ヒルシュランデンの聖オスヴァルト教会
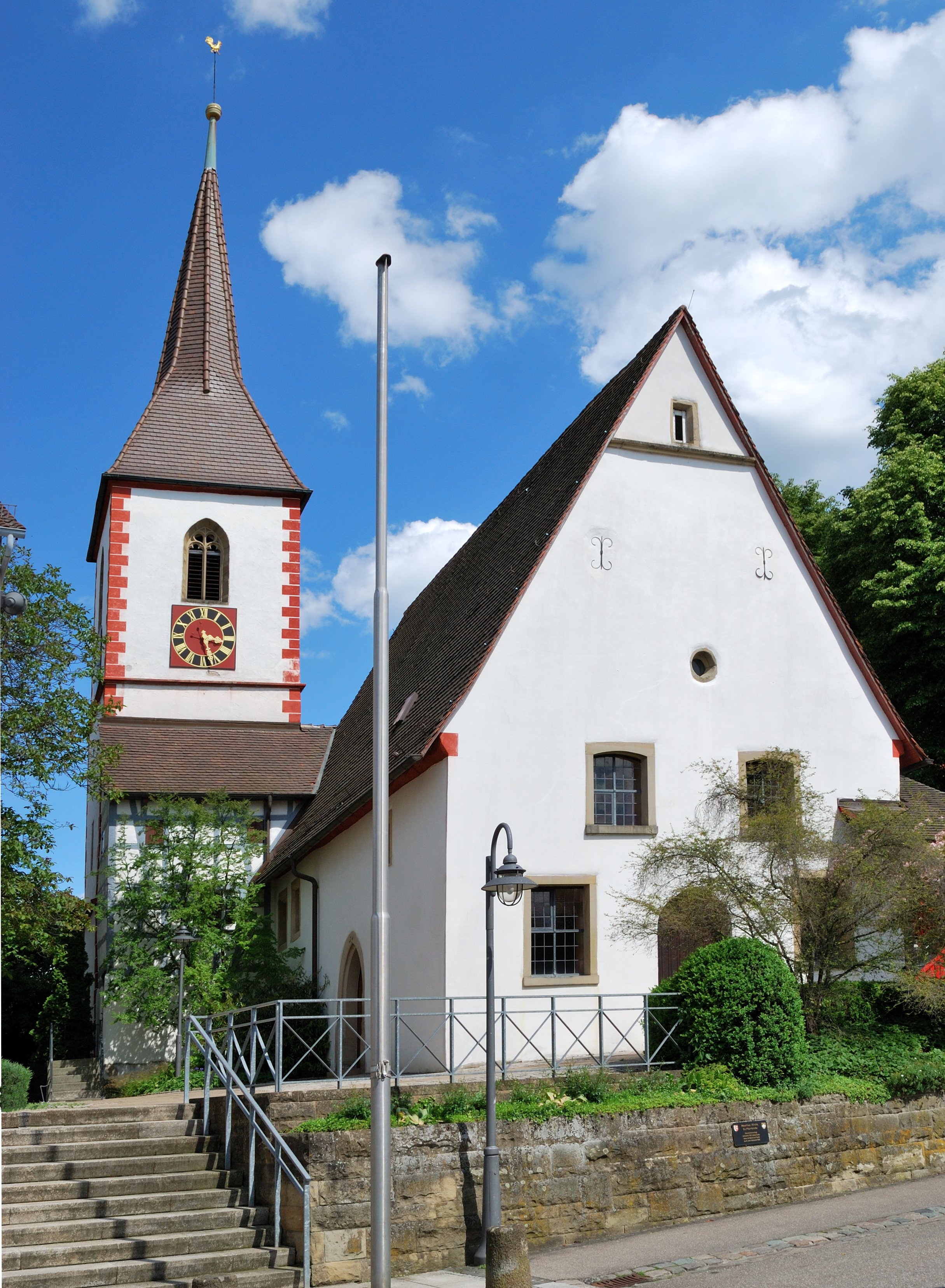
シェッキンゲンの福音主義マウリティウス教会
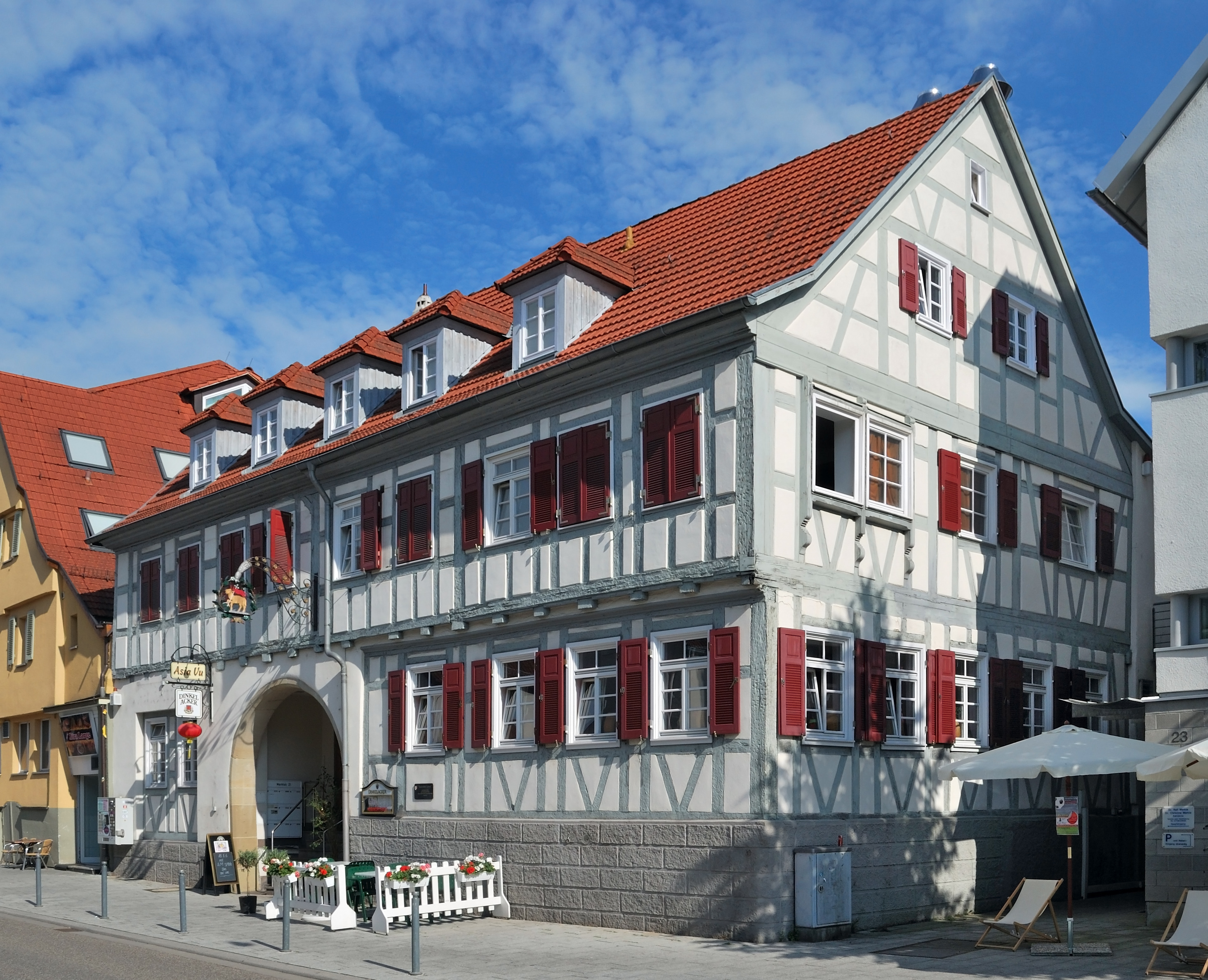
旅館「ツーム・ラム」
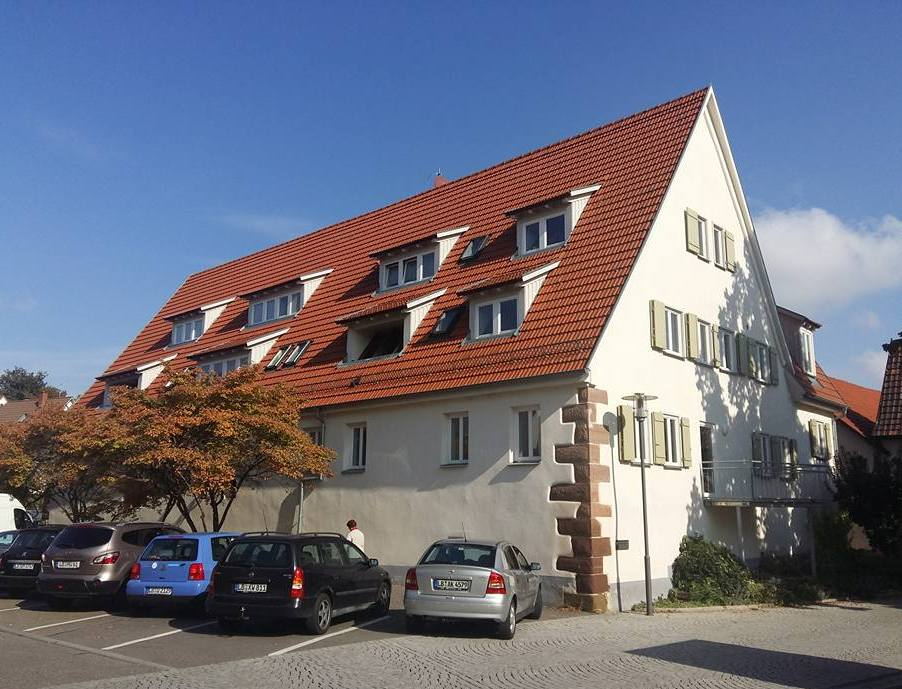
ヒルザウアー・プフレクホーフ

### 年中行事
恒例の行事としては、2年に1度、夏期休暇の最終週末にディッツィンゲンのハーフェンシェルベンフェストが開催される。

### スポーツ
最大のスポーツクラブは TSFディッツィンゲンで、特にフェンシング、バレーボール、チェス部門が成功を収めている。TSFディッツィンゲンのサッカーチームは、一時的にレギオナルリーガ南部に参加している。フェンシング部門は、2003年と2006年に男子エペでドイツ杯を獲得した。これはサッカーにおける DFBポカールと同等の大会である。さらにエピ団体部門では、2004年と2006年にドイツ選手権の準決勝まで進出した。TSFディッツィンゲンのエペ団体は2011年ドイツ杯で決勝に進出もした。2011年にディッツィンゲンはB-ユーゲントのドイツ選手権で3つのタイトルすべてを獲得した。ザムエル・ウンターハウザーは1997年に個人タイトルを獲得した。ジーモン・グロイルは1998年に優勝し、その翌日にザムエル・ウンターハウザーとファビアン・ホイアー（1997年は個人第5位）はヴュルツブルク選抜選手としてドイツ選手権団体のタイトルを獲得した。
ディッツィンゲン射撃ギルドも地域を超えて重要である。このクラブは、1997年に射弓ブンデスリーガ1部が創設された時の参加チームの1つであり、卓越した射弓を披露している。

## 人物

### 出身者
- テオドール・フォン・ホイグリン（ドイツ語版、英語版）（1824年 - 1876年）アフリカ学および極地学研究者、鳥類学者
- ヤーコプ・ヴィルヘルム・ハウアー（ドイツ語版、英語版）（1881年 - 1962年）インド学者、宗教学者
- ペーター・ガンパー（ドイツ語版、英語版）（1940年 - ）陸上競技選手

### ゆかりの人物
- ギュンター・エッティンガー（1953年 - ）政治家。2005年から2010年までバーデン＝ヴュルテンベルク州首相を務めた。ディッツィンゲンで育ち、CDUの地区連合代表となった。
- ディートマール・ハーフ（ドイツ語版、英語版）（1967年 - ）陸上競技選手（走幅跳）。TSFディッツィンゲンでキャリアを開始した。
- バスティアン・クニッテル（ドイツ語版、英語版）（1983年 - ）テニス選手。
- マリオ・マンジュキッチ（1986年 - ）クロアチアのサッカー選手。1992年から1996年までディッツィンゲンに住み、TSFディッツィンゲンのジュニアチームでプレイした。

## 関連図書
- “Ditzingen - Bibliographie zur Ortsgeschichte”. 2020年5月4日閲覧。
- Florian Hoffmann; Herbert Hoffmann (2019). 1250 Jahre Ditzingen & Hirschlanden. Neue Beiträge zur Stadtgeschichte. Heidelberg, Basel: Ubstadt-Weiher
- Nina Hofmann; Herbert Hoffmann (2016). Vom Dorf zur Stadt. 50 Jahre Stadt Ditzingen, 40 Jahre Große Kreisstadt. Heidelberg, Basel: Ubstadt-Weiher

### 訳注
1. ↑  上級中心 (ドイツ語: Oberzentrum) および中級中心 (ドイツ語: Mittelzentrum) とは、地域計画上あるいは経済政策上の都市カテゴリである。上級中心都市は大都市圏の中心となる主要都市であり、その下位にあたる中級中心都市には病院、文化施設、商店街またはショッピングセンターが存在する。
2. ↑  大規模郡都市 (ドイツ語: Große Kreisstadt) の定義は州によって異なっている。バーデン＝ヴュルテンベルク州では、人口2万人以上の郡に所属する都市を意味する。
3. ↑  ヴェルクレアルシューレ (ドイツ語: Werkrealschule) は、ドイツ内でもバーデン＝ヴュルテンベルク州特有の学校形態で、本課程学校の第9または第10学年修了の生徒から選抜で第10学年以降の中等教育クラスに進学できる制度およびその課程